# Grozăvești (okręg Neamț)
Grozăvești – wieś w Rumunii, w okręgu Neamț, w gminie Hangu. W 2011 roku liczyła 393 mieszkańców.